# 밑씨

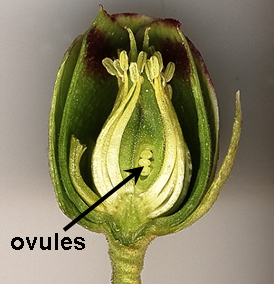
포이티두스 헬레보루스 꽃의 난자 위치

밑씨는 종자 식물에서 암술의 생식 세포를 생성하고 보관하는 구조이다. 외층을 형성하는 주피, 주심(또는 포자낭의 나머지 부분) 및 암술 대포자(형성된 생식 세포)의 세 부분으로 구성된다. 암술 배우체(특히 대배우체)는 속씨식물의 배낭이라고도 한다. 대배우체는 수정을 목적으로 난세포를 생성한다. 밑씨는 씨방에 존재하는 작은 구조이다. 그것은 주병이라고 불리는 줄기에 의해 태좌에 부착된다. 주병은 밑씨에 영양을 공급한다.

## 같이 보기
- 세대 교대
- 감수분열
- 태좌